# Deutsch-thailändische Beziehungen
Die deutsch-thailändischen Beziehungen gehen offiziell auf das Jahr 1858 zurück, als die Hansestädte Hamburg, Lübeck und Bremen den ersten Handelsvertrag mit dem Königreich Siam abschlossen, seinerzeit über deren Repräsentanten in Singapur, Konsul Johannes Mooyer. Gleichzeitig erhielt ein deutscher Konsul in Bangkok von König Mongkut (Rama IV.) seine Bevollmächtigung: der deutsche Kaufmann Theodor Thies aus Bangkok. Der erste Botschafter eines deutschen Staates, Friedrich zu Eulenburg für das Königreich Preußen, kam jedoch erst 1861 nach Bangkok und schloss 1862 einen Freundschaftsvertrag mit Siam ab. 1865 folgte Paul Pickenpack als hanseatischer Konsul. Von thailändischer Seite war kein geeigneter Kandidat für einen Botschafterposten in Deutschland zu finden, deshalb bat König Mongkut (Rama IV.) John Bowring, als Botschafter Siams zu dienen. Der erste siamesische Diplomat, der nach Deutschland entsandt werden konnte, war Prinz Prisdang Choomsai (1881). 2008 wurde das 150-jährige Bestehen der Beziehungen in der Deutsch-Thailändischen Handelskammer in Anwesenheit von Außenminister Frank-Walter Steinmeier auf einer großen Veranstaltung gefeiert.
Schon viel früher waren Deutsche in Siam tätig und berichteten über das Land und dessen Verhältnisse, so z. B. im 17. Jahrhundert der scharfsinnige Engelbert Kaempfer und Johann Jakob Merklein. Und bereits 1678 schrieb ein gewisser Johann Janßen Strauß über „Ayudhya“ und stellte den König als einen der reichsten Männer der Welt dar. Der junge Prinz Friedrich Wilhelm IV. hatte von Siam gelesen und nannte das von ihm mitkonzipierte Schloss Charlottenhof scherzhaft „Siam“.

## Politische Beziehungen

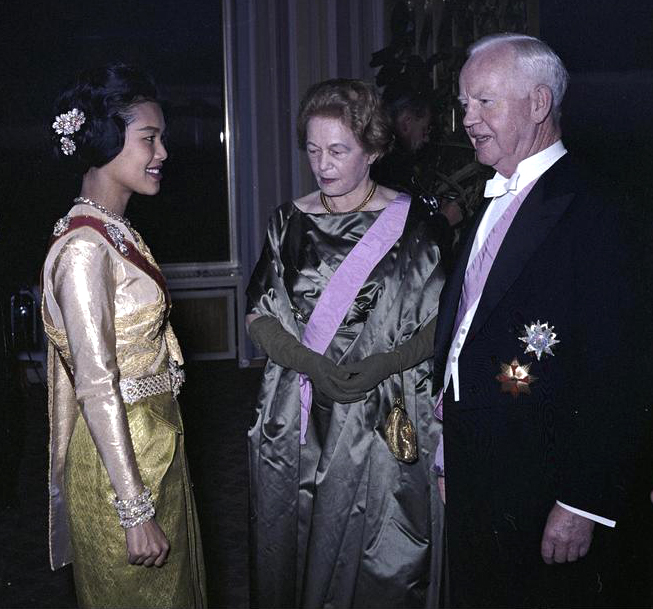
Königin Sirikit und Bundespräsident Lübke anlässlich des Staatsbesuchs in Deutschland 1960

Gegen Ende des 19. Jahrhunderts übten deutsche Unternehmen einen großen Einfluss auf das Wirtschaftsleben Siams aus und eroberten wichtige Bereiche der Entwicklung der Infrastruktur des Landes: Bau des Telegrafennetzes, Entwicklung der Häfen sowie der Eisenbahn und Schienenwege des Landes.
Die erste Reise eines siamesischen Oberhaupts führte König Chulalongkorn Rama V. 1897 nach Europa und auch nach Deutschland. Nach dem Ersten Weltkrieg wurden allerdings unter König Vajiravudh (Rama VI) alle deutschen Besitztümer konfisziert.
Im Februar 2008 reiste eine Delegation des Deutschen Bundestags (Gruppe für freundschaftliche Beziehungen zu ASEAN) in Begleitung von Wirtschaftsminister Michael Glos und einer Wirtschaftsdelegation nach Bangkok. Am 5. und 6. Juni 2008 weilte Thailands Außenminister Noppadon Pattama unter anderem zu Gesprächen mit seinem deutschen Amtskollegen in Berlin. Im September 2008 führte der Präsident des Senats, Prasobsuk Bundet (Prasobsook Bundech) Gespräche in Berlin.
Vom 8. bis 11. November 2008 wurde das Deutsch-Thailändische Symposium in Bangkok abgehalten, das einen Einblick in die deutsche Technologie vermittelte. Dabei wurden auch deutsche Produkte zur Lebensqualität und der Tourismusstandort Deutschland vorgestellt.
Am 8. Mai 2009 trat die Gemeinsame Thai-Deutsche Wirtschaftskommission in Berlin zusammen, um den weiteren Ausbau der wirtschaftlichen Beziehungen zwischen beiden Ländern vorzubereiten.
Im April 2012 besuchte der Bundesminister des Auswärtigen Thailand, im Juli besuchte Ministerpräsidentin Yingluck Shinawatra Berlin. Im September 2012 statteten der Bundesminister für Wirtschaft und Technologie, im Oktober der Bundesminister der Finanzen Bangkok offizielle Besuche ab.
Im Jahr 2012 feierten Deutschland und Thailand den 150. Jahrestag der Aufnahme diplomatischer Beziehungen. Dieses Jubiläumsjahr wurde zu einer Intensivierung des politischen Besucheraustausches genutzt.
Am 23. April 2016 veranstaltete die Deutsch-Thailändische Gesellschaft das Symposium „Thailands Rolle in ASEAN“ in Hamburg. Zu diesem Anlass war auch Frau Nongnuth Phetcharatana, die Botschafterin des Königreichs Thailand, anwesend und Gastrednerin.
Am 28. November 2018 besuchte der thailändische Ministerpräsident Prayut Chan-o-cha zum ersten Mal Deutschland.
Im Jahr 2022 feierten Deutschland und Thailand den 160. Jahrestag der Aufnahme diplomatischer Beziehungen. Dieses Jubiläumsjahr wurde zu einer Intensivierung des politischen Besucheraustausches genutzt.
Vom 25. bis 26. Januar 2024 besuchten Bundespräsident Frank-Walter Steinmeier und Elke Büdenbender das Königreich Thailand. In Bangkok trafen sie seine Majestät König Maha Vajiralongkorn und Ministerpräsident Srettha Thavisin zu politischen Gesprächen.

## Wirtschaftliche Beziehungen
Es gibt mehr als 400 deutsche Firmen, die in Thailand operieren, darunter auch klein- und mittelständische Unternehmen. Man ist insbesondere bei Infrastrukturprojekten, in der chemischen und Automobilindustrie sowie bei der Umwelttechnologie und im Energiebereich tätig.
Im Zuge der globalen Finanzkrise und der zunehmenden instabilen Lage des Landes gingen die Investitionen deutscher Unternehmen in Thailand 2008 zurück: 50 Mio. Euro wurden in 30 neue Investments gesteckt, verglichen mit 145 Mio. Euro für 29 Projekte im Jahr 2007.
Dagegen konnten sich die Handelsbeziehungen beider Länder 2008 auf insgesamt 5,91 Milliarden Euro beleben. Davon belief sich der Export nach Thailand auf 2,52 Milliarden Euro (Zunahme um 3,9 %) und der Import aus Thailand auf 3,39 Milliarden (Zunahme um 6,0 %). Gegen Ende des Jahres 2008 ließ der Handel jedoch spürbar nach. Nach den neuesten Informationen des Auswärtigen Amtes haben sich 2015 die Zahlen für Import und Export verbessert. Deutsche Firmen haben 2015 Waren im Wert von etwa 4,05 Milliarden Euro nach Thailand exportiert und im Wert von circa 5,05 Milliarden Euro importiert. Das bilaterale Handelsvolumen lag 2015 damit bei rund 9,1 Milliarden Euro. In der thailändischen Exportstatistik 2021 belegte Deutschland Rang 15, in der Importstatistik Rang 13. Dem Warenexport deutscher Unternehmen nach Thailand in Höhe von 5,3 Milliarden Euro im Jahr 2023 stehen 8,7 Milliarden Euro Importe aus Thailand gegenüber.
Deutschland ist innerhalb der EU der wichtigste Handelspartner Thailands. Das bilaterale Handelsvolumen lag 2009 bei insgesamt 5,05 Milliarden Euro, ein Rückgang von 14,8 % gegenüber dem Vergleichszeitraum 2008. Deutsche Firmen exportierten im ersten Halbjahr 2009 Waren im Wert von etwa 1 Milliarde Euro nach Thailand und importierten im Wert von ca. 1,4 Milliarden Euro. Die wichtigsten Exportgüter sind Finanzdienstleistungen, Maschinen, Automobile und Chemieprodukte. Auf deutscher Seite importierte man besonders Bürowaren, Textilien, elektrische und elektronische Waren, Schmuckwaren sowie Nahrungsmittel.
Deutsche Unternehmen sind regelmäßig auf allen wichtigen Messen des Landes vertreten; dies gilt auch für thailändische Firmen, die sich besonders engagieren in den Sektoren Nahrungsmittel, Medizintechnologie, Maschinenbau, Kommunikations- und Informationstechnologie und Tourismus.
Das seit 1965 bestehende bilaterale Luftfahrtabkommen wird gegenwärtig gemäß europäischem Recht harmonisiert. Ein Abkommen zur Investitionsförderung und -sicherung trat im Oktober 2004 in Kraft. Eine Neuregelung zum Doppelbesteuerungsabkommen zwischen Deutschland und Thailand wird verhandelt.

## Entwicklungszusammenarbeit
Die Bundesrepublik Deutschland hilft seit mehr als 40 Jahren bei Entwicklungsprojekten des Landes mit einem Betrag, der insgesamt mehr als eine Milliarde Euro ausmacht. Wichtigste Träger sind von deutscher Seite die Deutsche Gesellschaft für Internationale Zusammenarbeit (GIZ) und von thailändischer Seite die Thai International Development Cooperation Agency (TICA).
Im Frühjahr 2002 wurde die Förderung der Ökoeffizienz kleinerer und mittlerer Betriebe in Thailand als wichtiges Gebiet der bilateralen Zusammenarbeit für die kommenden zehn Jahre vereinbart. Eine entsprechende Vereinbarung wurde am 14. Juli 2005 unterzeichnet. Die zweite Phase dieser Vereinbarung wird von Mai 2008 bis Dezember 2011 laufen und etwa 6,2 Millionen Euro benötigen.
Thailand geht mehr und mehr aus der Nehmer- in eine Geberrolle über. Seit 2009 plant man zwischen Deutschland und Thailand gemeinsame Projekte in Nachbarländern, wie Laos, als Teil einer dreiseitigen Zusammenarbeit zu finanzieren.

## Kulturelle Zusammenarbeit
Die engen Beziehungen im kulturellen Bereich gehen auf die Vereinbarung aus dem Jahr 1984 zurück. Das Goethe-Institut in Bangkok ist eine wichtige Einrichtung für den Kulturaustausch, insbesondere zur Förderung der deutschen Sprache. Viele Partnerschaften zwischen deutschen und thailändischen Universitäten sind im Laufe der Zeit entstanden. Der Deutsche Akademische Austauschdienst (DAAD) hat ein Studienberatungszentrum in Bangkok und bietet eine große Zahl an Stipendien für thailändische Studenten, die an internationalen Programmen mit Bachelor- und Master-Abschluss teilnehmen können.

### Zusammenarbeit in Deutschland
Bis zum 31. Dezember 2014 lebten nach Angaben des Statistischen Bundesamts 58.827 Thailänder in Deutschland. Im Laufe der Zeit entstanden auch wichtige Deutsch-Thailändische Vereine, Thailändische Kulturgruppen und Zeitschriften, die es sich zur Aufgabe gemacht haben, auch in Zusammenarbeit mit dem thailändischen Fremdenverkehrsamt, der thailändischen Botschaft in Berlin und dem Generalkonsulat Frankfurt, die thailändische Kultur in Deutschland zu repräsentieren und die bilateralen Beziehungen zwischen der Bundesrepublik Deutschland und dem Königreich Thailand fördern. 1962 wurde die Deutsch-Thailändische Gesellschaft (DTG) in Köln gegründet, die auch seit 1988 die Vereins-Zeitschrift Thailand-Rundschau alle vier Monate herausgibt. Von 1992 bis 2003 erschien das Siam-Journal, das von Axel Ertelt und Wilfried Stevens gegründet wurde. Das Siam-Journal war zu diesem Zeitpunkt, neben der Thailand-Rundschau, die einzige anerkannte deutschsprachige Zeitschrift, die auch die thailändische Kultur in Deutschland repräsentierte. Weitere wichtige und ebenfalls von offiziellen thailändischen Stellen unterstützte Organisationen und Vereine ist Thailändische Kunst- und Kultur e. V. in München, er wurde 2007 gegründet. Weiter der 2010 gegründete Verein Thailand Freunde Paderborn e. V. sowie das 2012 gegründete Network Thais Overseas e. V. (NTO) in Bielefeld, das auch die Zeitschrift D-Magazine herausbrachte. Seit 2015 gibt es die Hamburger Gesellschaft für Thaiistik e. V. (HGT). Vorstandsmitglieder der HGT sind u. a. Volker Grabowsky und Jonas Schmidt-Chanasit.

## Menschen mit thailändischen Wurzeln in Deutschland

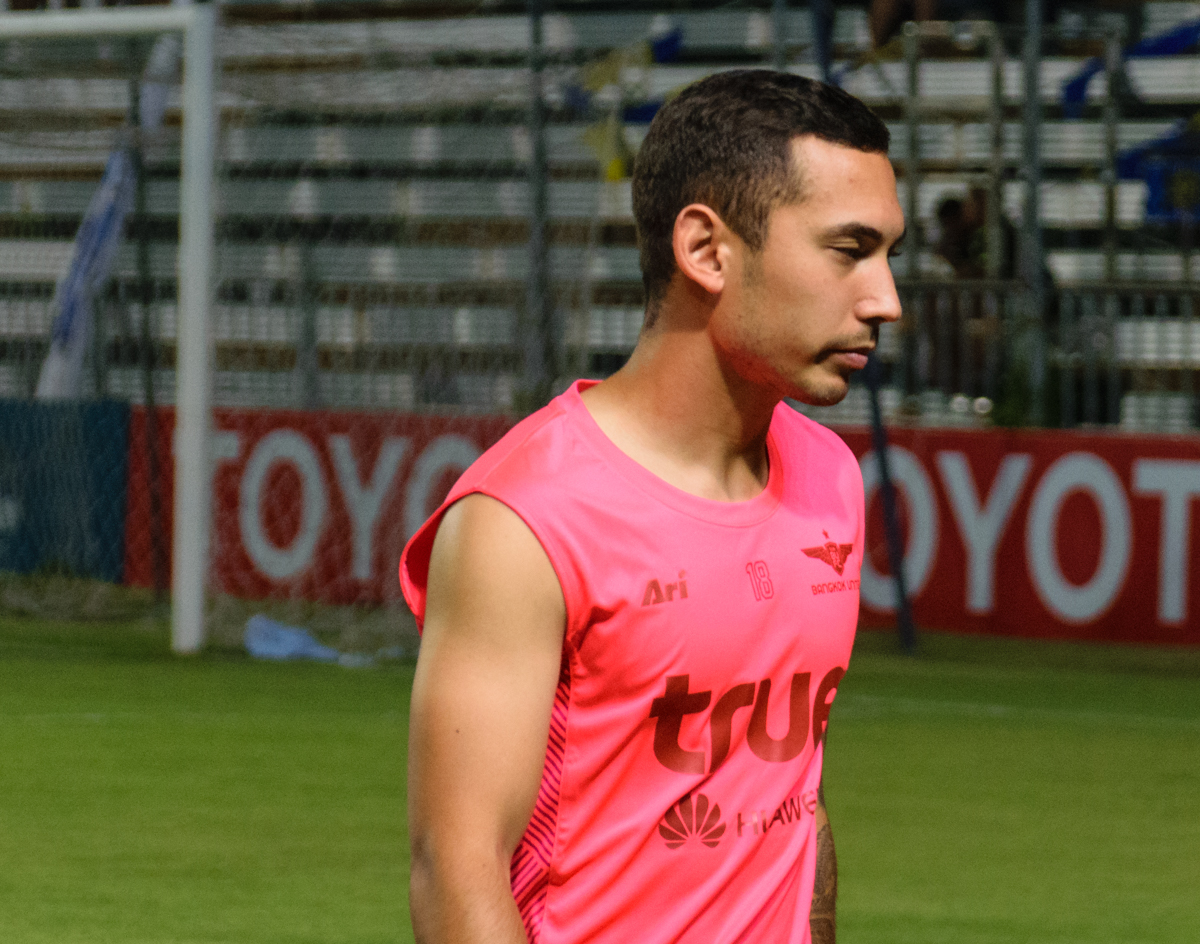
Alexander Sieghart

- Sucharit Bhakdi (* 1946), Mediziner und Mikrobiologe
- Martin Breunig (* 1992), Basketballspieler
- Wanna Buakaew (* 1981), Volleyballspieler
- Dennis Buschening (* 1991), Fußballspieler
- Hermann Ludwig Husslein (* 1985), Kanute
- Wiradech Kothny (* 1979), Fechter
- Patrick Kronenberger (* 1988), Sänger und Komponist
- Alexander Sieghart (* 1994), Fußballspieler
- Amorn Surangkanjanajai (* 1953), Schauspieler (u. a. Lindenstraße)

## Menschen mit deutschen Wurzeln in Thailand
- Jessica Amornkuldilok (* 1985), Model

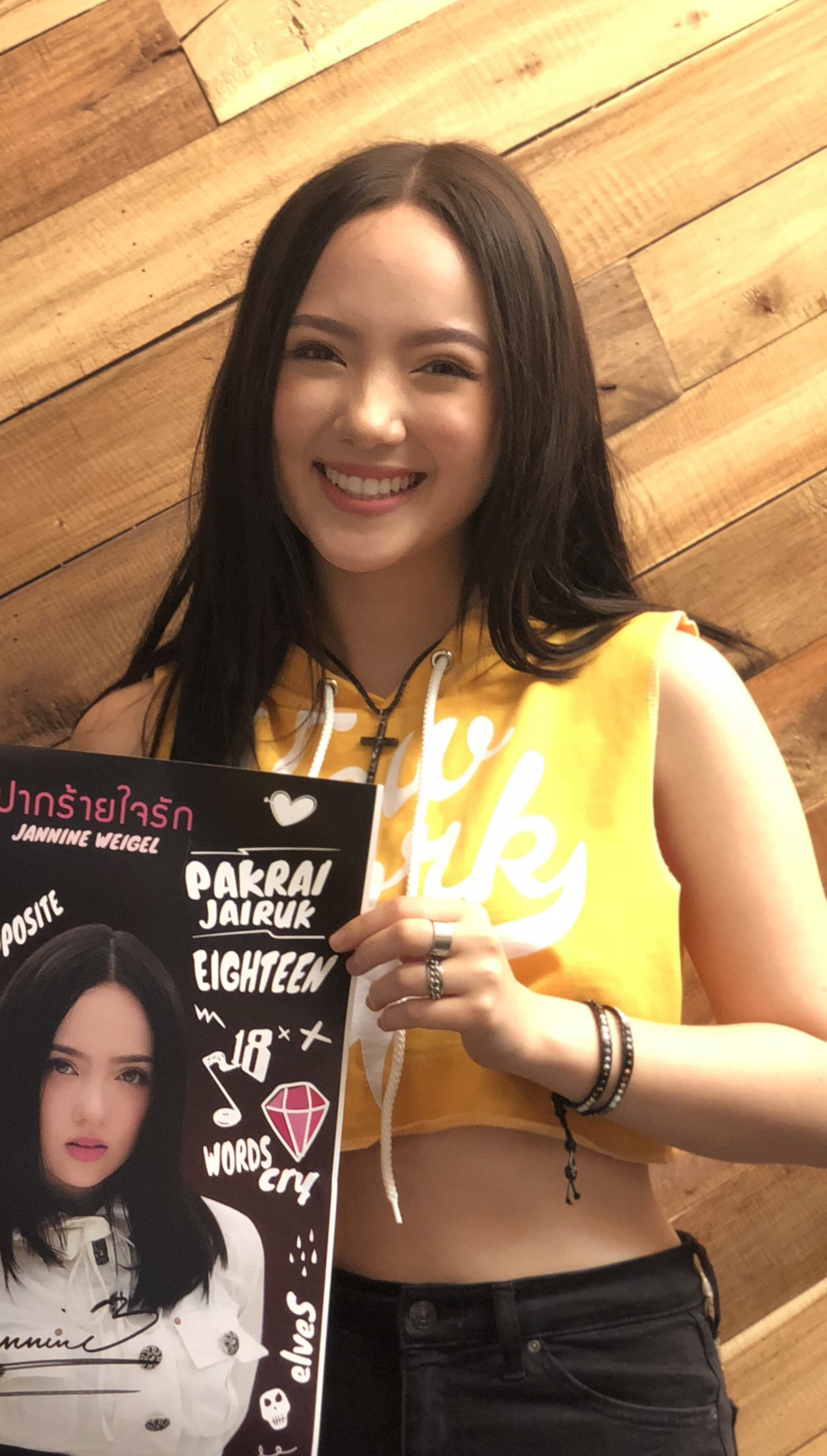
Jannine Weigel

- Karl Bethge (1847–1900), Eisenbahningenieur
- Manuel Bihr (* 1993), Fußballspieler
- Karl Siegfried Döhring (1879–1941), Architekt und Kunsthistoriker
- Oskar Frankfurter (1852–1922), Sprachwissenschaftler und Bibliothekar
- Björn Lindemann (* 1984), Fußballspieler
- Harald Link (* 1955), Unternehmer
- Mario Maurer (* 1988), Schauspieler und Model
- Hans Penth (1937–2009), Thaiist
- Prayun Phamonmontri (1897–1982), Politiker
- Paul Pickenpack (1834–1903), Kaufmann und Konsul
- Philip Roller (* 1994), Fußballspieler
- Phra Chenduriyang (Peter Veit; 1883–1968), Komponist (u. a. thailändische Nationalhymne)
- Jannine Weigel (* 2000), Schauspielerin und Sängerin
- Luis Weiler (1863–1918), Eisenbahningenieur

## Buddhismus und Religion
In Deutschland existieren inzwischen 48 thailändisch-buddhistische Tempel Wat  (Stand: 31. Dezember 2015):